# Эдинбургский кинофестиваль
Эдинбургский международный кинофестиваль (англ. Edinburgh International Film Festival, сокращённо EIFF) проводится ежегодно с 1947 года в августе в Эдинбурге, Шотландия, в рамках Эдинбургского фестиваля.

## История
Основанный в 1947 г. , считается старейшим фестивалем в мире, который проводился регулярно, без перерывов, обогнав даже Венецианский, так как последний был приостановлен во время войны с 1943 до 1945 года.
В 2011 году кураторами 65-го фестиваля назначены Джим Джармуш, Изабелла Росселлини, Гас Ван Сент, Клинт Мэнселл. Кинофестиваль прошёл с 15 по 21 июня 2011 года.